# Паїн-Хіябан-е Літкух (дегестан)
Паїн-Хіябан-е Літкух (перс. پائین خیابان لیتکوه) — дегестан в Ірані, в Центральному бахші, в шагрестані Амоль остану Мазендеран. За даними перепису 2006 року, його населення становило 20679 осіб, які проживали у складі 5313 сімей.

## Населені пункти
До складу дегестану входять такі населені пункти:
- Аганкоті
- Агузбон
- Агуз-Коті
- Андж-Поль
- Ансарі-Магаллє
- Валісдех
- Варка-Дех
- Ґалан
- Галікоті
- Госейнабад
- Даркапей
- Дар-Кола
- Зарунде
- Каджар-Магаллє
- Касеб-Магаллє
- Колаксар
- Кордкоті
- Кук-Дех
- Кусе-Раз
- Маранде
- Маркоті
- Маскун
- Нарам
- Новабад
- Пішґун
- Рукеш
- Саїдж-Магаллє
- Сарганґ-Коті
- Сіях-Лаш
- Таджанак
- Таджанджар-е Олья
- Таджанджар-е Софла
- Тазеабад
- Чанґаз
- Чау-Сар-Магаллє
- Шад-Магаллє
- Шіркадж